# Lethia umbellata
Lethia  es un género de plantas herbáceas, perennes y bulbosas perteneciente a la familia de las iridáceas. Está integrado por una única especie, Lethia umbellata, la cual se distribuye en Bolivia y Brasil.

## Taxonomía
Lethia umbellata fue descrito por (Klatt) Ravenna y publicado en Nordic Journal of Botany 6(5): 587. 1986.
Sinonimia
- Herbertia umbellata Klatt
- Sphenostigma umbellatum (Klatt) Klatt[3]